# Catalina Volpicelli
Catalina Volpicelli o Caterina Volpicelli (Nápoles, 21 de enero de 1839-28 de diciembre de 1894) fue una religiosa católica italiana, fundadora de la Congregación de Esclavas del Sagrado Corazón, venerada como santa en la Iglesia católica.

## Biografía
Catalina Volpicelli nació en Nápoles el 21 de enero de 1839, en el seno de una familia cristiana y perteneciente a la alta burguesía napolitana. Sus padres fueron Pietro Volpicelli y Teresa de Micheroux. Desde su juventud sintió el llamado a consagrarse en la vida religiosa, por ello inició su experiencia vocacional en un monasterio de vida contemplativa, el cual tuvo que abandonar por su delicada salud. Con la ayuda de Luis de Casoria decidió consagrarse en el siglo, dedicándose a la apostolado de la oración.
Con las jóvenes que le acompañaban en sus obras de caridad, Catalina Volpicelli comenzó la institucionalización del grupo, dándole un marcado énfasis religioso. El primer paso fue establecer contacto con una reciente congregación religiosa fundada en Francia, agregada a los Misioneros del Sagrado Corazón, sin embargo el arzobispo de Nápoles, Sisto Riario Sforza, viendo que la obra de Volpicelli era original, decidió aprobar su grupo de mujeres como congregación religiosa de derecho diocesano e independiente de las francesas.
La fundadora se encargó por todos los medios posibles, de conseguir la aprobación pontificia del instituto, debido a que cierto ambiente contrario a su obra se había filtrado en las filas de la Curia romana. Dicha aprobación la consiguió en junio de 1890. Cuatro años más tarde, Volpicelli murió en Nápoles (28 de diciembre).

## Culto
Catalina Volpicelli fue declarada venerable por el papa Pío XII el 25 de marzo de 1945, fue beatificada por el papa Juan Pablo II el 29 de abril de 2001 y canonizada por Benedicto XVI el 26 de abril de 2009.
La fiesta de santa Catalina Volpicelli se celebra el 22 de enero. Su fiesta tiene el rango de memoria obligatoria en la arquidiócesis de Nápoles y de solemnidad en la Congregación de Esclavas del Sagrado Corazón de Santa Catalina Volpicelli. La ciudad de Nápoles le ha dedicado una placa conmemorativa en la Vía Port'Alba, en el lugar de su nacimiento, por su trabajo en favor de la promoción de la mujer y los valores religiosos cristianos.
Sus restos se veneran en el Santuario diocesano del Sagrado Corazón de la Salud en Nápoles.